# 浦电路站
浦电路站位于中华人民共和国上海市浦东新区东方路与浦电路交叉口地下，是上海地铁6号线的地铁车站，2007年12月29日投入运营。

## 车站结构

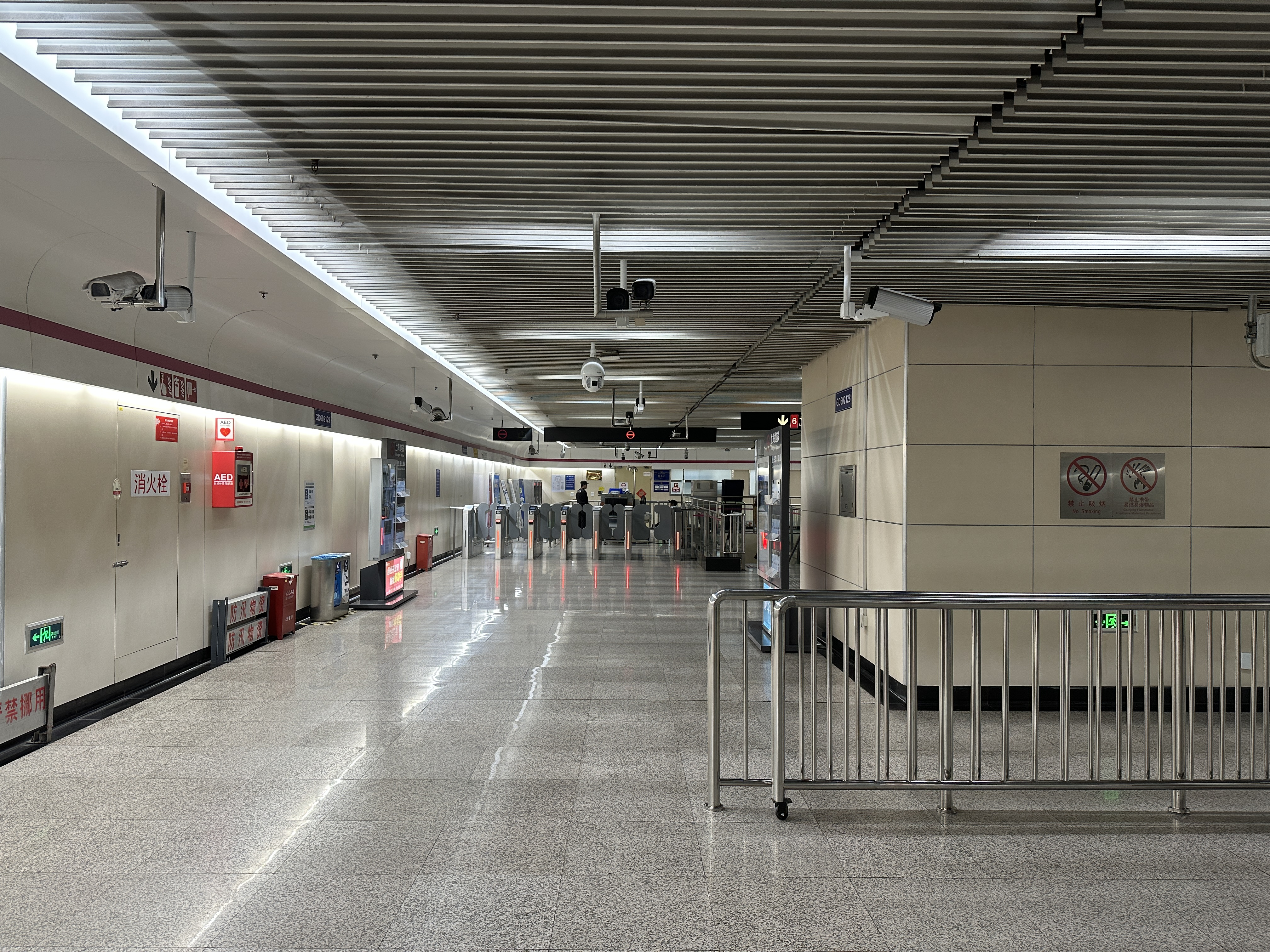
站厅

| 地面层   | 出入口             | 1、3、4出入口                    |  |  |
| 地下一层 | 站厅               | 票务服务、自动售票机、人工服务台 |  |  |
| 地下二层 |                    | █ 6号线 往东方体育中心（蓝村路） |  |  |
|          | 岛式站台，左侧开门 |                                  |  |  |
|          |                    | █ 6号线 往港城路（世纪大道）     |  |  |

### 车站出口
浦电路站目前开放3个出入口，另车站设一未编号出入口通往毗邻的浦电路世纪联华，站厅至站台和地面共用同一部无障碍电梯，站厅层位于付费区中部，不在任意一出口附近，各出入口如下所示：
| 出口编号 | 出口指示       | 照片 |
| -------- | -------------- | ---- |
| 1 · 出口 | 浦电路，东方路 |      |
| 3 · 出口 | 东方路         |      |
| 4 · 出口 | 浦电路，东方路 |      |

## 公交换乘
169、170、219、522、583、639、736、746、779、785、819、871、970、978、989、隧道九线、东川专线、338、451、792、795、798、隧道夜宵线